# Ivan Hitrec
Ivan "Ico" Hitrec (13 d'abril de 1911 - 11 d'octubre de 1946) fou un futbolista croat de la dècada de 1930.
Fou 14 cops internacional amb la selecció iugoslava.
Pel que fa a clubs, defensà els colors de HAŠK Zagreb i Grasshopper Club Zürich.

## Palmarès
Grasshopper Club Zürich
- Copa suïssa de futbol: 1932

HAŠK
- Lliga iugoslava de futbol: 1937-38